# Macrobaenetes kelsoensis
Macrobaenetes kelsoensis é uma espécie de insecto da família Rhaphidophoridae.
É endémica dos Estados Unidos da América. 